# Mount Olive (Mississipi)
Mount Olive és una població dels Estats Units a l'estat de Mississipi. Segons el cens del 2000 tenia 893 habitants.

## Demografia
Segons el cens del 2000, Mount Olive tenia 893 habitants, 348 habitatges, i 239 famílies. La densitat de població era de 284,9 habitants per km².
Dels 348 habitatges en un 33,3% hi vivien nens de menys de 18 anys, en un 37,4% hi vivien parelles casades, en un 25% dones solteres, i en un 31,3% no eren unitats familiars. En el 30,5% dels habitatges hi vivien persones soles el 14,1% de les quals corresponia a persones de 65 anys o més que vivien soles. El nombre mitjà de persones vivint en cada habitatge era de 2,57 i el nombre mitjà de persones que vivien en cada família era de 3,19.
Per edats la població es repartia de la següent manera: un 30,5% tenia menys de 18 anys, un 8,5% entre 18 i 24, un 25,3% entre 25 i 44, un 21,8% de 45 a 60 i un 13,9% 65 anys o més.
L'edat mediana era de 35 anys. Per cada 100 dones de 18 o més anys hi havia 76,4 homes.
La renda mediana per habitatge era de 22.019 $ i la renda mediana per família de 26.146 $. Els homes tenien una renda mediana de 26.250 $ mentre que les dones 16.719 $. La renda per capita de la població era d'11.008 $. Entorn del 26,9% de les famílies i el 34,2% de la població estaven per davall del llindar de pobresa.

## Poblacions més properes
El següent diagrama mostra les poblacions més properes.